# Prêmio Vautrin Lud

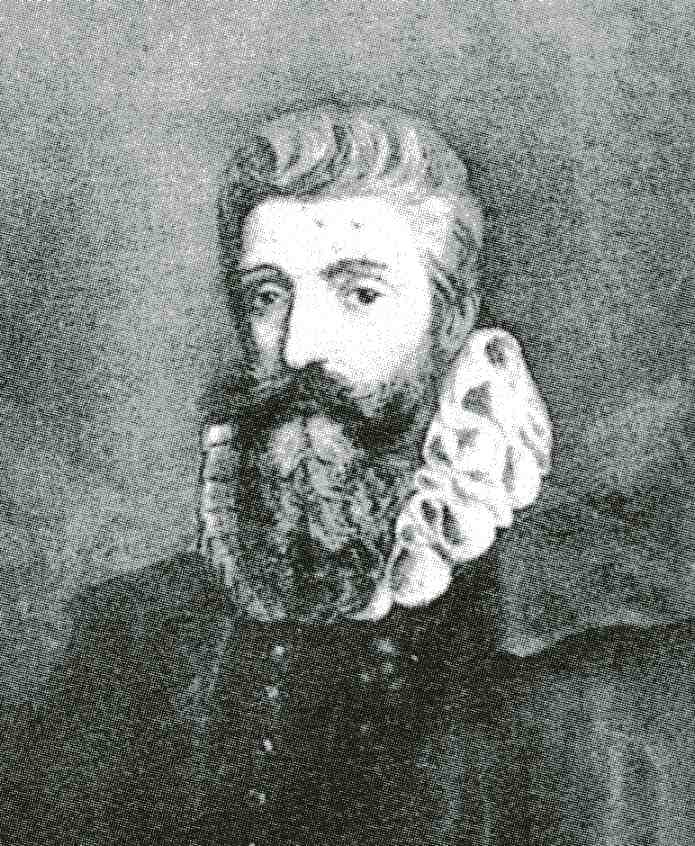
Vautrin Lud.

O Prêmio Internacional de Geografia Vautrin Lud, conhecido em inglês como Vautrin Lud Prize, é o maior prêmio no campo da geografia. Estabelecido em 1991, o prêmio tem como modelo o Prêmio Nobel, sendo por esse motivo coloquialmente referido como o "Prêmio Nobel de Geografia".
O nome do prêmio é uma homenagem ao estudioso francês do século XVI Vautrin Lud, responsável por nomear a América em respeito a Amerigo Vespucci. O prêmio é concedido anualmente no Festival Internacional de Geografia em Saint-Dié-des-Vosges, a cidade natal de Lud, e decidido por um júri internacional de cinco pessoas.
Em 1994, o prêmio foi concedido ao geógrafo brasileiro Milton Santos, professor do Departamento de Geografia da Universidade de São Paulo (USP).

## Laureados
| Ano  | Nome                      | País                         |
| ---- | ------------------------- | ---------------------------- |
| 1991 | Peter Haggett             | Reino Unido                  |
| 1992 | Torsten Hägerstrand       | Suécia                       |
| 1992 | Gilbert Fowler White      | Estados Unidos               |
| 1993 | Peter Gould               | Estados Unidos               |
| 1994 | Milton Santos             | Brasil                       |
| 1995 | David Harvey              | Reino Unido                  |
| 1996 | Roger Brunet              | França                       |
| 1996 | Paul Claval               | França                       |
| 1997 | Jean-Bernard Racine       | Suíça                        |
| 1998 | Doreen Massey             | Reino Unido                  |
| 1999 | Ron Johnston              | Reino Unido                  |
| 2000 | Yves Lacoste              | França                       |
| 2001 | Peter Hall                | Reino Unido                  |
| 2002 | Bruno Messerli            | Suíça                        |
| 2003 | Allen Scott               | Estados Unidos               |
| 2004 | Philippe Pinchemel        | França                       |
| 2005 | Brian Berry               | Estados Unidos               |
| 2006 | Heinz Wanner              | Suíça                        |
| 2007 | Mike Goodchild            | Reino Unido                  |
| 2008 | Horacio Capel Sáez        | Espanha                      |
| 2009 | Terry McGee               | Canadá                       |
| 2010 | Denise Pumain             | França                       |
| 2011 | Antoine Bailly            | Suíça                        |
| 2012 | Yi-Fu Tuan                | China/ Estados Unidos        |
| 2013 | Mike Batty                | Reino Unido                  |
| 2014 | Anne Buttimer             | Irlanda                      |
| 2015 | Edward Soja               | Estados Unidos               |
| 2016 | Maria Dolors Garcia Ramon | Espanha                      |
| 2017 | Akin Mabogunje            | Nigéria                      |
| 2018 | Jacques Lévy              | França                       |
| 2019 | John Agnew                | Reino Unido / Estados Unidos |
| 2020 | Rudolf Brázdil            | Chéquia                      |
| 2021 | Brenda Yeoh               | Singapura                    |
| 2022 | Michael Storper           | França                       |
| 2023 | Jamie Peck                | Reino Unido / Canadá         |
| 2024 | Ron Boschma               | Países Baixos                |